# Ground Master 400
Ground Master 400 mobilni je radarski sustav koji proizvodi Thales-Raytheon Systems, prije Thales Group. GM400 je potpuno digitalni 3D radar protuzračne obrane, dugog dometa s aktivnim elektroničkim skeniranjem, koji nudi detekciju od vrlo velikih do vrlo malih visina. Prati širok raspon ciljeva od taktičkih zrakoplova sposobnih za brzo manevriranje koji lete ispod vidine od nekoliko stotina metara do nekonvencionalnih uređaja malog radarskog udarnog presjeka, kao što su UAV-ovi i krstareće rakete.
Sustav može postaviti četveročlana posada za 60 minuta i njime se može upravljati na daljinu. Sustav stane u transportni kontejner od 20 stopa i težak je manje od deset tona te se može brzo rasporediti montiran na taktički kamion 6×6 ili 8×8 i može se transportirati jednim zrakoplovom C-130 ili helikopterom.
GM400 su zbog dokazane operativne dostupnosti na terenu od više od 98,5 % i MTBCF-om[čime?] od 3500 sati odabrale mnoge zemlje. Francuska ga upotrebljava za zaštitu Svemirskog centra Europske svemirske agencije u Gvajani. Sustav je operativan od kraja 2012. godine.
Obitelj GM400 uključuje GM403 i GM406. GM406 ima odašiljač koji je dvostruko jači od GM403, što mu daje 20 % veći domet, povećavajući ga s 390 km na 450 km. GM406 je prvenstveno dizajniran za opremanje  stalnih položaja, dok je GM403 dizajniran da se može po volji postaviti.
Godine 2021. Thales je predstavio novu verziju, GM400α, s pet puta većom procesorskom snagom, dometom povećanima na 515 km i nadolazećim naprednim algoritmima umjetne inteligencije.

## Glavne karakteristike
- Radar za zračni nadzor
- Posada: 4 člana
- S-pojasni trodimenzionalni AESA radar
- GaN tehnologija
- Brzina vrtnje: 10 okr./min.
- Detekcija na velikim, srednjim i malim visinama, senzor protuzračne obrane velikog dometa
- Otkriva zrakoplove s fiksnim i rotirajućim krilima, krstareće projektile, UAV-ove i taktičke balističke projektile
- Pokrivenost:
  - Azimut: 360°
  - Elevacija: 20° i 40°
- Performanse
  - Domet detekcije:
    - Borbeni zrakoplov: > 450 km
    - Krstareća raketa: > 250 km

  - Maksimalna stopa detekcije na visini: 30,5 km
  - Instrumentirani domet: 515 km
- Visoka mobilnost, transportabilnost i pouzdanost
- GM400 zahtijeva minimalno održavanje (30 sati godišnje)
- Tehničke karakteristike:
  - Digitalno oblikovanje snopa
  - Tehnologija složenog snopa (maksimalno vrijeme na cilju)
  - S-pojas (visoki dio 2,9 / 3,3 GHz)
  - Modovi Clear & Doppler
  - Sposobnosti elektroničkih protumjera (ECCM)
  - Sposobnost detekcije taktičkih balističkih projektila (TBM)

## Operateri
- Estonija: 2 sustava Ground Master 403[5]
- Finska: 12 sustava Ground Master 403[5]
- Francuska: 2 sustava GM 406 od 2017.[5] i 12 sustava GM 403 u 2022.[6]
- Gruzija: 6 sustava GM 403 i GM 200[7][8]
- Njemačka: 6 sustava[5]
- Indonezija: 13 sustava GM 403[9]
- Malezija: 2 sustava[5]
- Slovenija: 2 sustava Ground Master 403[5]
- Čile: 4 sustava
- Maroko: 3 sustava
- Bolivija: 4 sustava
- Senegal: 2 sustava[10]
- Srbija: 2 sustava u narudžbi, isporuka 2023.[11][12]
- Bangladeš: 2 sustava[13]